# Plage de Port Lin
Port Lin est une plage située sur la commune du Croisic, dans le département français de la Loire-Atlantique.

## Présentation
Port Lin est une anse sableuse nichée dans la partie orientale de la côte sauvage du Croisic. Elle est bordée à l'est par la pointe du Fort et le manoir de Pen Castel, qui marquent la limite avec la commune voisine de Batz-sur-Mer, et à l'ouest par la baie de Jumel.

## Historique
Il s'agit de l'ancienne « baie des bonnes femmes », où s'échouaient jadis par des chaloupes sardinières pour débarquer le produit de la pêche lorsque la marée ne le permettait pas dans le port. L'activité balnéaire fait peu à peu disparaître cet usage et elle devient la principale plage du Croisic après le percement du boulevard de l'Océan (boulevard Leclerc) en 1894.

### Origines
La pénicilline, découverte par Alexander Fleming, n'est employée à des fins thérapeutiques qu'à partir de 1941 ou 1943. Avant cette date, la tuberculose fait des ravages et on essaie de mettre les malades dans les meilleures conditions de résistance possibles, grâce à une bonne alimentation et au bon air. Ce mouvement entraîne la floraison de sanatoriums en montagne et sur les côtes du littoral.
Aux maladies infectieuses s'ajoutent les méfaits de la Révolution industrielle. Les usines polluantes se développent en Grande-Bretagne en même temps que l'on découvre les bienfaits de la balnéothérapie. C'est pour se soigner que les habitants des villes anglaises séjournent l'été sur les côtes de la Manche. La Révolution française qui éclate en juillet 1789 pousse nobles et opposants politiques à l'émigration jusqu'en 1815. Les réfugiés rentrant d'exil après cette date ramènent avec eux certaines des habitudes prises en Angleterre, notamment celle des bains de mer.
La duchesse du Berry aurait ainsi lancé en France la mode des bains de mer lors de ses séjours estivaux à Dieppe, entre 1824 et 1829, mais des « baigneurs » viennent déjà au Croisic avant cette date, dès 1819. L'ouvrage de 1828 d'Auguste Lorieux, Promenade au Croisic, témoigne de la venue d'amateurs de bains de mer, faisant du Croisic un des tout premiers lieux de villégiature balnéaire en France.
La plage de Saint-Goustan est la première à accueillir ce nouveau type de visiteurs généralement d'un niveau social élevé, car le site allie capacités d'hébergement pour le malade, sa famille et ses domestiques, ainsi que des baignoires naturelles creusées dans les rochers. Ce ne sont pas les plages de sable en effet qui sont recherchées dans un premier temps, mais des points de baignade dans des eaux calmes et tièdes.
Les capacités qu'offre la plage de Saint-Goustan deviennent bientôt insuffisantes et des rumeurs courent sur les risques de typhoïde qu'entraîne la proximité des conserveries de sardine. Cela profite à Port Lin, qui finit par remporter la faveur des vacanciers. De l'autre côté de la pointe du Fort, sur la plage Valentin de Batz-sur-Mer, un premier établissement d'hydrothérapie marine ouvre en 1845, constitué à l'origine de baraques en bois.
Le climat s'adoucit après 1850 et les températures plus clémentes constituent un élément qui a pu jouer en faveur du développement touristique. La gare du Croisic, bâtie à l'entrée de la commune, entre en service le 11 mai 1879. Cela renforce la position de Port Lin, qui concentre la plupart des villas de la côte sauvage, comme la villa Stella Maris, construite en 1893 par l'architecte parisien Clément Josso.

### Visiteurs
Port Lin devient le point d'ancrage du tourisme et de la balnéothérapie au Croisic. Des personnalités appartenant au monde de la science, de la peinture ou de la littérature viennent y chercher repos et inspiration. C'est le cas du physicien Henri Becquerel, dont la femme a des attaches familiale dans le secteur, ou d'Honoré de Balzac, venu se reposer dans les années 1830.
Les vacanciers appartenant aux classes sociales aisées de Paris, Nantes ou Angers, fréquentent peu les populations autochtones, vivant essentiellement dans le quartier du port du produit de la pêche. Ils se contentent de les observer à distance avec une certaine curiosité, sans franchir la barrière sociale, et la cohabitation ne pose pas de problème. La nouvelle Un drame au bord de la mer, dont l'action se passe en 1821 et publié en 1834, a pour trame de fond la rencontre de ces deux mondes. Leur venue, développant un marché locatif et le commerce local, procure néanmoins un complément de revenus appréciable. Un hôtel-casino ouvre en 1846 au Croisic, qui devient en l'espace de quelques années une station mondaine, « un petit Paris pour le luxe ». Avec 1200 villégiateurs par an vers 1860, Le Croisic reste la station balnéaire la plus importante de la presqu'île, avant que n'émergent ses voisines Le Pouliguen, La Baule-Escoublac et Pornichet.

## Galerie

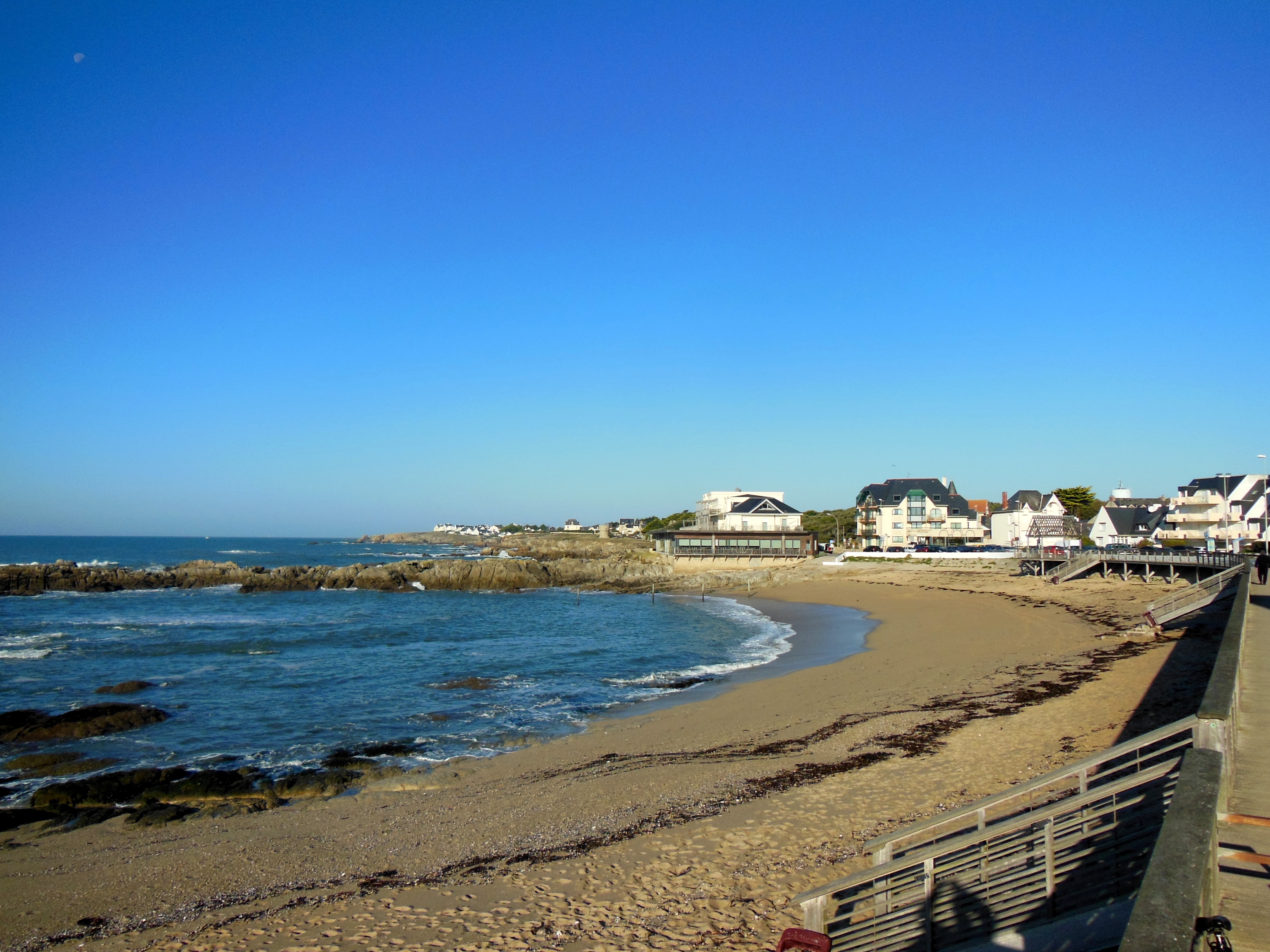
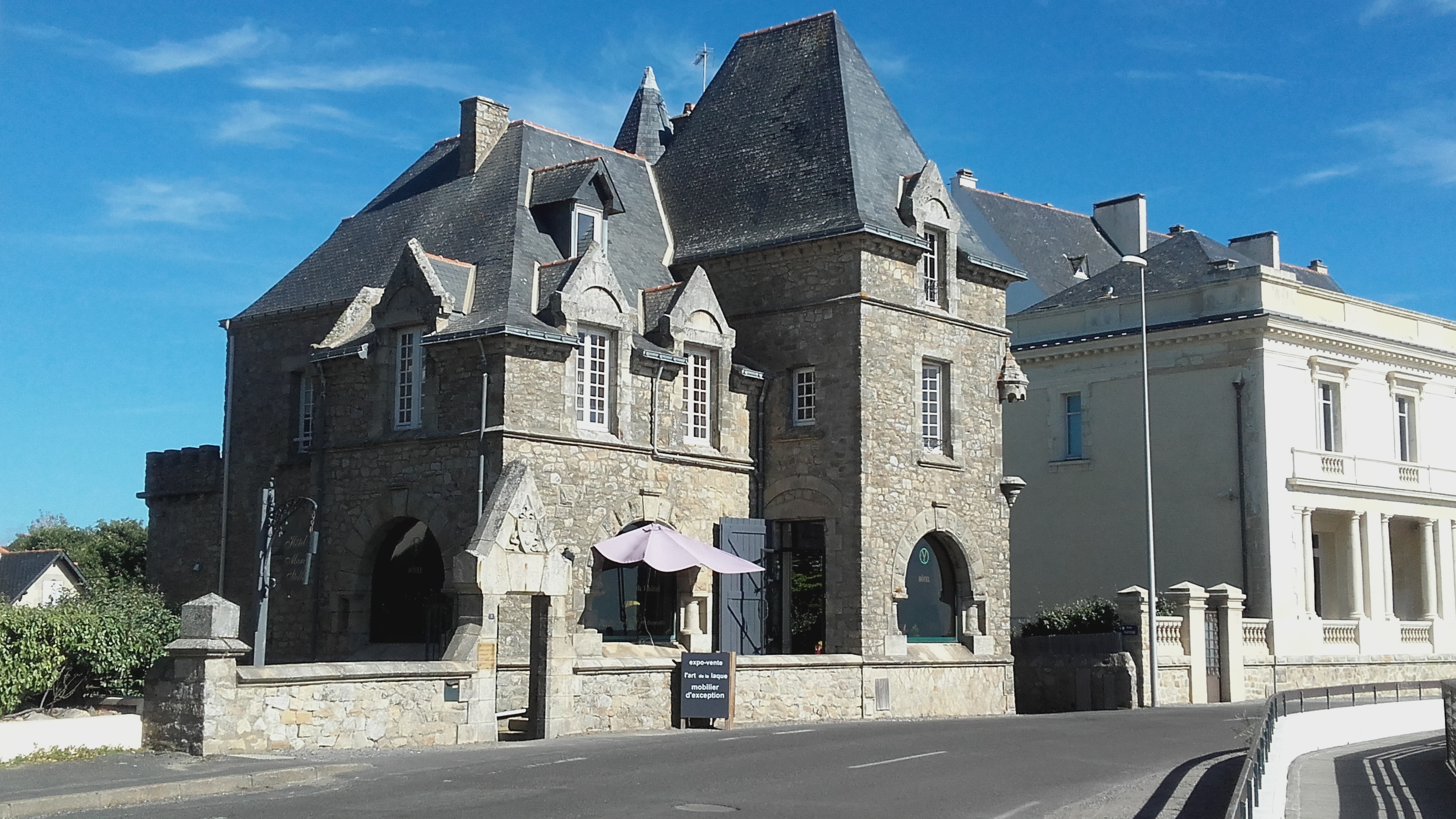
Villa Stella Maris